# Marco Carta
Marco Carta (né le 21 mai 1985 à Cagliari, en Sardaigne) est un chanteur italien contemporain, qui a remporté le 59e festival de la chanson de Sanremo (2009) avec « La forza mia ».

## Biographie
Marco Carta est le gagnant de la septième édition du talent show italien Amici di Maria De Filippi.

## Discographie

### Albums studio
- 2008 : Ti rincontrerò (ITA Platinum 60.000+)
- 2009 : La forza mia (ITA Platinum 60,000+)
- 2010 : Il cuore muove (ITA gold 30,000+)
- 2012 : Necessità lunatica
- 2014 : Merry Christmas
- 2016 : Come il mondo
- 2017 : Tieniti forte
- 2019 : Bagagli leggeri

### Album live
- 2008 : In concerto (CD+DVD) (ITA gold 35,000+)

### Participation
- 2008 : Ti brucia (compilation regroupant divers artistes ayant participé à l’émission Amici di Maria De Filippi) (#1 ITA compilation)

### Singles
- 2008 : Per sempre
- 2008 : Ti rincontrerò
- 2008 : Anima di nuvola
- 2008 : Un grande libro nuovo
- 2009 : La forza mia
- 2009 : Dentro ad ogni brivido
- 2009 : Resto dell'idea
- 2009 : Imagine
- 2010 : Quello che dai
- 2010 : Niente più di me
- 2012 : Mi hai guardato per caso
- 2012 : Necessità lunatica
- 2012 : Casualmente miraste
- 2013 : Scelgo me
- 2013 : Fammi entrare
- 2014 : Splendida ostinazione
- 2014 : Jingle Bell Rock
- 2015 : Ho scelto di no
- 2016 : Non so più amare
- 2016 : Stelle
- 2017 : Il meglio sta arrivando
- 2018 : Finiremo per volerci bene
- 2018 : Una foto di me e di te
- 2019 : Io ti riconosco
- 2019 : I giorni migliori

## Cd chart
| Cd-chart                                        | position |
| ----------------------------------------------- | -------- |
| Album cd-chart FIMI Ti rincontrerò              | 3        |
| Album cd-chart iTunes Ti rincontrerò            | 3        |
| Download cd-chart FIMI Ti rincontrerò           | 11       |
| FIMI Download cd-chart Per sempre               | 45       |
| Album cd-chart FIMI In concerto                 | 10       |
| Classifica italiana album iTunes La forza mia   | 1        |
| Classifica italiana singoli iTunes La forza mia | 1        |
| Classifica italiana singoli DADA La forza mia   | 1        |
| Classifica italiana singoli DADA La forza mia   | 1        |
| Classifica italiana singoli MTV La forza mia    | 3        |
| Classifica italiana singoli DADA Imagine        | 1        |
| Classifica italiana album FIMI Il cuore muove   | 2        |
| Classifica italiana album iTunes Il cuore muove | 1        |
| Classifica italiana singoli FIMI Quello che dai | 1        |